# Сомов, Евгений Игоревич
Евгений Игоревич Сомов (род. 28 января 1999, Санкт-Петербург, Россия) — российский пловец, участник летних Олимпийских игр 2024 года. Специализируется на плавании брассом.

## Биография
Родился в 1999 году, уроженец Санкт-Петербурга. По собственным словам, впервые посетил бассейн в четырёхлетнем возрасте, с тех пор каждый день по 4,5 часа выделял на тренировки. Вначале занимался под руководством С. Ляпичева, затем тренером Сомова был М. Чернышов.
В 16-летнем возрасте принимал участие в летнем Европейском юношеском Олимпийском фестивале 2015, где завоевал одну золотую и одну бронзовую медаль. В том же 2015 году Евгению Сомову было присвоено звание мастера спорта.
Участвовал в юниорском чемпионате мира по плаванию, где занял первое место в комбинированной эстафете и третье в смешанной комбинированной. В 2017 году на чемпионате Европы среди юниоров занял первое место на дистанции 200 метров брассом. На тех же соревнованиях занял ещё три вторых места и одно третье.
После этого — чемпион России среди взрослых (смешанная комбинированная эстафета), стал МСМК.
В том же 2019 году переехал в США, где учился в университете Луисвилла. Там несколько раз занимал на соревнованиях Национальной ассоциации студенческого спорта места в первой тройке. Вернулся в Россию ради участия в отборе на Олимпиаду-2020, но проиграл отборочный старт и не квалифицировался на Игры. После этой неудачи, а также по причине недовольства тренировками временно прекратил выступления. После окончания университета переехал во Фримонт, где стал работать в лагере плавательным тренером.
В 2023 году после встречи с тренером плавательной академии Сомов стал тренировать детей и изменил свой подход к тренировкам: вместе с воспитанниками принимал участие в состязаниях в Южной Калифорнии. Там же он выступил в своей возрастной категории и победил на дистанции 100 ярдов брассом, практически повторив время личного рекорда.
В 2024 году на соревнованиях в Атланте занял третье место, проплыв 100 метров брассом за 58,72 секунды и превзойдя время рекорда для российских спортсменов. Сумел отобраться на Олимпийские игры 2024 и получить нейтральный статус. Был единственным пловцом с гражданством России на Играх 2024 года.
На Олимпиаде-2024 не прошёл в финал на дистанции 100 метров брассом, заняв 13-е место (в своём полуфинале был седьмым).